# Cayratia acris
Cayratia acris är en vinväxtart som först beskrevs av F. Müll., och fick sitt nu gällande namn av Karel Domin. Cayratia acris ingår i släktet Cayratia och familjen vinväxter. Inga underarter finns listade i Catalogue of Life.